# VBulletin
vBulletin (abbreviato come vB) è un sistema commerciale di gestione di forum, prodotto dalla Jelsoft Enterprises, scritto in PHP e con appoggio su database MySQL. È una delle piattaforme più diffuse; in ambito commerciale trova come principale rivale IPB, mentre in ambito gratuito trovano molta diffusione phpBB, FluxBB, e SMF.
vBulletin, nella sua prima incarnazione, era una riscrittura del software forum UBB in formato PHP e MySQL. Solamente con la seconda versione, vBulletin ottenne funzioni innovative e un buon successo.

## v4.0
La versione 4 si differenzia dalle precedenti per il fatto che non offre più solo una semplice piattaforma forum, ma integra anche funzionalità di Content management system (CMS) a tutti gli effetti, e per questo viene venduto in due licenze diverse: Publishing Suite e Forum Licenze. La differenza fra queste due versioni sta nel fatto che la prima comprende, oltre alla piattaforma forum, la piattaforma CMS e il Blog. Nella versione 4 è stata integrata (e migliorata) la ricerca nel forum, nei blog, nei commenti e nei prodotti. 
È migliorato il sistema dei template per permettere agli amministratori una facile modifica e sono stati aggiunti dei controlli per facilitare il posizionamento dei banner pubblicitari; è stato anche modificato il sistema degli allegati e sono stati aggiunti elementi del SEO come gli url amichevoli. La versione Gold è stata distribuita il 21 dicembre 2009 al prezzo di €190 per la Publishing Suite e di €135 per la sola licenza Forum.

## v3.8
vBulletin 3.8.x ha apportato alcune modifiche sostanziali nella struttura. L'inserimento dei gruppi sociali, dei link per i social network e dei profili maggiormente completi ha attribuito maggiore valore a questo tipo di CMS rendendolo maggiormente completo sotto ogni aspetto. La possibilità di tracciare la modifica dei post è stata un'innovazione ben gradita dagli utenti. Ogni utente può venire a conoscenza pure degli altri utenti che visitano il suo profilo.
Inoltre sono stati inseriti altri metodi antispam durante la registrazione. Oltre il semplice Captcha sono stati inseriti il ReCaptcha e la domanda con risposta.
L'ultima versione è la 3.8.10.

## v3.7
La versione 3.7.0 Gold si presenta con molte opzioni in più e con un profilo totalmente modificato. Con la versione 3.6.8, e comunque con la più stabile 3.7.0, ogni utente ha a disposizione un proprio blog.

## v3.6
vBulletin 3.6 aggiunge alcune nuove caratteristiche rispetto alla versione 3.5, come il "Multi-Quote", il "Sistema di Infrazioni", un Poster RSS e il supporto al Podcasting, oltre ad un buon numero di funzioni minori come una maggiore importanza delle funzioni AJAX o il ridimensionamento automatico delle immagini di eccessive dimensioni immesse nel forum. La prima versione finale di vBulletin 3.6, ovvero la 3.6.0, è stata distribuita il 3 agosto 2006.

## v3.5
vBulletin 3.5 corregge alcuni difetti della versione 3.0. Questa è una piccola lista dei cambiamenti apportati:
- Un sistema di plugin, così da permettere di aggiungere funzionalità al software senza intaccare il codice del software stesso.
- Funzionalità di modifica AJAX (Asynchronous JavaScript and XML) per i titoli di thread e contenuti dei messaggi.
- Funzioni di moderazione migliorate, con la possibilità dei moderatori del forum di gestire discussioni e messaggi del loro forum senza effettuare passaggi intermediari.
- Un sistema di API (chiamato "data managers") per permettere un'integrazione semplificata con software di terze parti.
- Comparazione e storia dei Template, con possibilità per gli amministratori di conservare una versione specifica di un template che può essere comparata a qualsiasi altro Template.
- Un wrapper MySQLi che aggiunge il supporto di tale funzione anche con MySQL 4.1.

## v3.0
Inizialmente la versione 3.0 doveva essere un ampliamento della 2.x, che avrebbe migliorato l'usabilità e la velocità del forum. Ma alla fine è divenuto una riscrittura completa, portando molte novità rispetto alla seconda versione:
- Template scritti in XHTML e CSS.
- Supporto Multilingua completo.
- Editor WYSIWYG per la scrittura dei messaggi.
- Una funzione <opzionale> che permette agli amministratori di gestire delle sottoscrizioni pagate per alcune feature del sito.
- Opzioni di visualizzazione delle discussioni: lineare (visione classica), threaded (con struttura ad albero), e ibrida (una combinazione di entrambe).

## v2.x
vBulletin 2, la prima versione "fortunata" di vBulletin, apportava queste novità rispetto a vBulletin 1:
- Messaggi Privati, per comunicazioni dirette fra utenti.
- Possibilità di inserire sondaggi nelle discussioni.
- Illimitate sottosezioni, così da non avere problemi nella "ramificazione" del forum.
- Avatar Utente.
- Un Pannello di Controllo utente che permette a ciascun utente le proprie preferenze riguardo alle opzioni del forum.

## v1.x e vBulletin Lite
vBulletin 1 come anticipato permetteva le stesse features di UBB.classic. Fu uno dei primi sistemi scritti in PHP e MySQL con tali feature.
vBulletin Lite era una versione semplificata di vBulletin 1.x series che permetteva a potenziali clienti di testare la compatibilità del loro server con vBulletin. Questa versione è stata dismessa dopo la distribuzione di vBulletin 2 a causa di problemi di sicurezza e di età.